# Crescendo (візуальна новела)
Crescendo (з англ. «Крещендо») або Crescendo: Eien Dato Omotte Ita Ano Koro (яп. Crescendo ～永遠だと思っていたあの頃～ Crescendo ~Ейен дато омотте іта ано коро~) — японська еротична гра для Windows, розроблена компанією Digital Object і видана Yuuto Group 28 вересня 2001. Озвучена версія гри Full Voice Version (яп. Crescendo～永遠だと思っていたあの頃～Full Voice Version) вийшла в Японії 25 липня 2003, до неї також були додані додаткові діалоги, вирізані в американському релізі G-Collections.
Crescendo — представниця жанру «візуальна новела». Від гравця потрібно вибирати вірні відповіді у діалогах і зрідка приймати інші рішення, просуваючись таким чином по сюжету. Історія розповідається від третьої особи. Головним героєм і єдиним ігровим персонажем є школяр Рьо Сасакі, якому залишилося лише п'ять днів до випуску, і найчастіше гравець бачить події саме з його перспективи.

## Сюжет
У дитинстві Рьо Сасакі був усиновлений родиною Сасакі, про що дізнався лише у підлітковому віці: батьки вирішили приховати від сина факт усиновлення. Коли вони загинули в автокатастрофі, сестра Рьо, яка мріяла стати медсестрою, залишила навчання і пішла працювати, щоб Рьо мав можливість спокійно закінчити школу. У школі Рьо тримався замкнуто і відштовхував однокласників своєї нелюдимістю, поки не познайомився з Кахо Нагірою і не вступив до літературного гуртка. Однак, Рьо було важко адаптуватися у новій школі. У результаті однієї із сутичок з іншими учнями, він зламав руку лідеру місцевої банди і так познайомився зі шкільної медсестрою Каорі Сіто. Рьо часто заходив у її кабінет, прогулюючи уроки. На третьому році навчання до літературного гуртка приєдналася Кьоко Асіхара, яка стала другом Рьо. Він також познайомився з Юкою Отовою, яка заробляє на життя проституцією. Незважаючи на первісну антипатію, Рьо одного разу рятує Юку, коли у дівчини трапляється викидень прямо у класі, — він єдиний, хто звертає увагу на її муки і приносить у медкабінет.

## Геймплей
Ігровий процес Crescendo традиційний для ігор подібного жанру: гравець вибирає одну з дівчат і встановлює з нею романтичні стосунки. У разі успіху («хороша» кінцівка) наприкінці гри слід еротична сцена. Проте можливі й інші варіанти кінцівок залежно від поведінки гравця: наприклад, герої можуть розлучитися або залишитися друзями («погана» кінцівка). У Crescendo існує безліч способів досягти «хороші» кінцівки.
У грі відсутня анімація: діалоги ведуться на тлі статичних картинок. Від інших хентайних ігор Crescendo відрізняє пропрацьованість кожного сюжету і фортепіанний музичний супровід.

## Основні персонажі
- Кахо Нагірі (柳 楽 歌 穂) — життєрадісна однокласниця Рьо, президент літературного гуртка школи. Кахо стала першим другом Рьо у школі: щоб врятувати свій гурток від закриття, було потрібно знайти ще одного члена, тому Кахо вмовила Рьо приєднатися. Кахо зустрічається з другом Рьо, Томонорі Сугімурою. Її озвучує Тітосе Камата.
- Кьоко Асіхара (芦 原 杏子) — близька подруга Кахо і член літературного гуртка. За характером вона мовчазна, скромна, але разом з тим часом висловлює свої думки досить відверто. Вона з першого погляду закохалася у Рьо. Кьоко часто засинає у самих невідповідних місцях і комплексує через свій високий зріст. Вона живе у власній квартирі окремо від батьків. Після того, як Кахо у кінці гри закінчує школу, Кьоко стає президентом літературного гуртка. Роль озвучує Томомі Мисакі.
- Юка Отова (音 羽 優 佳) — ровесниця Рьо, зневажена усіма у школі. Юка торгує своїм тілом прямо у школі, віддаючись будь-кому за 50 доларів. Спочатку Юка здається людиною безтурботною і грубою, насправді ж, вона пережила серйозну трагедію у минулому, вважає себе нікчемною особистістю і намагається врятуватися від самотності в обіймах чоловіків. Вона досить довго вела подібний спосіб життя і одного разу завагітніла, але втратила дитину, тому вона ніколи не зможе мати дітей, але вважає, що це навіть на краще: такі, як вона, не повинні бути здатні до відтворення. Її озвучує Ідзумі Ядзаві.
- Аяме Сасакі (佐 々 木 あ や め) — двадцятитрирічна зведена сестра Рьо, що вчилася на медсестру. У Аяме м'який склад характеру, вона прив'язана до брата і фактично тримає на собі як домашнє господарство, так і грошові питання. Після смерті батьків вирішила присвятити себе Рьо. Їхні стосунки ускладнюються тим, що герой довгий час не знав про власне усиновлення і коли нарешті відкриває, що фактично не є Аяме братом, відчуває себе зрадженим. Роль Аяме озвучує Хікару Ісікі.
- Каорі Сіто (紫籐 香 織) — шкільна медсестра і подруга Аяме. Каорі двадцять шість років. Вона впевнена в собі, цинічна і дотепна, холодно тримається з учнями і тому заслужила репутацію холодної та розважливої жінки, яка спілкується з учнями на рівні «лікар-пацієнт» і тільки. Як з'ясовується згодом, для такої поведінки є причини: кілька років тому, працюючи медсестрою в іншій школі, вона познайомилася з психічно неврівноваженим хлопчиком, і з жалю над ним почала піклуватися. Він же сприйняв це увагу інакше і закохався у медсестру. Отримавши відмову, хлопчик скоїв самогубство. У новій школі Каорі вирішила дотримуватися обережності і уникати зв'язків з учнями. З Рьо вона у непоганих стосунках: той часто заходив до кабінету Каорі, щоб подрімати і випити кави. Роль озвучує Мінамі Хокуто.
- Томонорі Сугімура (杉 村 友 則) — добродушний хлопець, вірний товариш Рьо і капітан шкільної баскетбольної команди. Незважаючи на неймовірну популярність серед дівчаток, він ніколи ні у кого не закохувався, поки на шкільному фестивалі не познайомився з Кахо Нагірі. Хоча Рьо тоді сам був небайдужий до Кахо, на прохання друга він запропонував їй зустрічатися з Томонорі. До моменту початку гри Crescendo Томонорі з Кахо вже півроку разом. Залежно від дій гравця, вони залишаються разом або ж розлучаються, коли Кахо йде до Рьо. Його озвучує Томоюки Фудзівакі.

Крім основних героїв, у Crescendo є один прихований персонаж, який відкривається, коли завершені всі інші сюжетні лінії — це піаністка Мію Сідзухара (静 原 美夢), роль озвучує Руміко Саса.